# El Patrón
El Patrón es el tercer álbum de estudio del cantante puertorriqueño Tito el Bambino, publicado el 24 de marzo de 2009 a través de Siente Music y distribuido por Universal Music Latino.
El álbum combina el reguetón con ritmos electrónicos y otros más tropicales, presente en canciones como la balada «Te comencé a querer». Promocionado por tres sencillos, contiene la canción «El amor», que fue certificado por la ASCAP como Canción del Año en 2010.
Fue nominado a los Premios Grammy Latinos 2009 en la categoría mejor álbum de música urbana, Premios Lo Nuestro 2010 y Premios Billboard de la Música Latina, en este último logrando 18 nominaciones en múltiples categorías.
Una reedición especial fue publicado a finales de año, El Patrón: La Victoria, que contiene remezclas y unas canciones nuevas, incluyendo al sencillo promocional «Feliz navidad».

## Contexto
En medio de vídeos promocionales por It's My Time, fue promocionado en mayo de 2008 «Vamos pa'l agua» como preámbulo de su próximo álbum, originalmente con fecha de publicación para octubre del mismo año. Como sencillo principal, fue presentado «El amor» en los días previos a la publicación del álbum, grabando un vídeo promocional en Bogotá, Colombia.

## Lista de canciones

### Edición estándar
| N.º   | Título                                   | Productor(es)                       | Duración |  |
| 1.    | «El amor»                                | Nérol · Sosa · Monserrate · O'Neill | 4:07     |  |
| 2.    | «Suéltate»                               | Nérol · Sosa                        | 3:04     |  |
| 3.    | «Mata»                                   | Nérol · Sosa · Monserrate           | 2:58     |  |
| 4.    | «Desnudarte»                             | Robert Cora                         | 2:56     |  |
| 5.    | «Mi cama huele a ti» (con Zion & Lennox) | Nérol · Sosa · Monserrate           | 3:45     |  |
| 6.    | «Piropo»                                 | Nérol · Sosa · Monserrate           | 3:13     |  |
| 7.    | «Baila sexy»                             | Nérol · Sosa · Monserrate           | 2:45     |  |
| 8.    | «Perfúmate»                              | Nérol · Sosa · Monserrate           | 2:36     |  |
| 9.    | «Te comencé a querer»                    | Nérol                               | 3:29     |  |
| 10.   | «Agárrala» (con Plan B)                  | Haze                                | 4:23     |  |
| 11.   | «Te extraño»                             | Nérol                               | 3:33     |  |
| 12.   | «Under»                                  | Nérol · Sosa · Monserrate           | 2:43     |  |
| 13.   | «Se me daña la mente»                    | Mambo Kingz                         | 3:24     |  |
| 14.   | «Somos iguales»                          | Nérol                               | 3:30     |  |
| 46:26 |                                          |                                     |          |  |

### El Patrón: La Victoria
| N.º   | Título                                   | Productor(es)                       | Duración |  |
| 1.    | «Te pido perdón»                         | Nérol                               | 2:51     |  |
| 2.    | «Feliz Navidad»                          | Sosa · Monserrate                   | 3:26     |  |
| 3.    | «El amor»                                | Nérol · Sosa · Monserrate · O'Neill | 4:07     |  |
| 4.    | «Suéltate»                               | Nérol · Sosa                        | 3:05     |  |
| 5.    | «Mata»                                   | Nérol · Sosa · Monserrate           | 2:59     |  |
| 6.    | «Desnudarte»                             | Robert Cora                         | 2:57     |  |
| 7.    | «Mi cama huele a ti» (con Zion & Lennox) | Nérol · Sosa · Monserrate           | 3:46     |  |
| 8.    | «Piropo»                                 | Nérol · Sosa · Monserrate           | 3:13     |  |
| 9.    | «Baila sexy»                             | Nérol · Sosa · Monserrate           | 2:45     |  |
| 10.   | «Te comencé a querer»                    | Nérol                               | 3:29     |  |
| 11.   | «Agárrala» (con Plan B)                  | Haze                                | 4:22     |  |
| 12.   | «Te extraño»                             | Nérol · Sosa · Monserrate           | 3:33     |  |
| 13.   | «Somos iguales»                          | Mambo Kingz                         | 3:28     |  |
| 14.   | «El amor (Salsa)» (con La India)         | Nérol                               | 4:18     |  |
| 15.   | «Mi cama huele a ti (Pop)»               | Nérol                               | 3:49     |  |
| 16.   | «El amor (Regional)» (con Jenni Rivera)  | Nérol                               | 4:08     |  |
| 56:17 |                                          |                                     |          |  |

| Bonus track - México |                                        |          |  |
| N.º                  | Título                                 | Duración |  |
| 17.                  | «Te pido perdón» (con Banda El Recodo) | 2:48     |  |
| 59:05                |                                        |          |  |

| DVD |                                        |          |  |
| N.º | Título                                 | Duración |  |
| 1.  | «Te pido perdón» (con Banda El Recodo) |          |  |
| 2.  | «Feliz Navidad»                        |          |  |
| 3.  | «El amor»                              |          |  |
| 4.  | «Under»                                |          |  |
| 5.  | «El amor» (con Jenni Rivera)           |          |  |

## Posicionamiento en listas
| Listas (2009)                        | Mejor posición |
| ------------------------------------ | -------------- |
| Estados Unidos (Billboard 200)       | 138            |
| Estados Unidos (Latin Rhythm Albums) | 1              |
| Estados Unidos (Top Latin Albums)    | 1              |
| Estados Unidos (Top Rap Albums)      | 21             |

## Certificaciones
| País (Certificador) | Certificación      | Ventas certificadas |
| --- | ------------------ | ------------------- |
| Estados Unidos (RIAA) | 2× Platino (Latin) | 200 000*            |
| ^cifras de envíos basadas únicamente en la certificación xcifras no especificadas basadas únicamente en la certificación |                    |                     |

## Premios y nominaciones
| Año  | Premios                               | Categoría                       | Resultado |
| ---- | ------------------------------------- | ------------------------------- | --------- |
| 2009 | Premios Grammy Latinos                | Mejor álbum de música urbana    | Nominado  |
| 2010 | Premios Lo Nuestro                    | Álbum urbano del año            | Nominado  |
| 2010 | Premios Billboard de la Música Latina | Latin Rhythm Album of the Year  | Nominado  |
| 2010 | Premios Billboard de la Música Latina | Top Latin Album of the Year     | Nominado  |
| 2010 | Premios Billboard de la Música Latina | Latin Digital Album of the Year | Nominado  |

## Historial de lanzamiento
| Región | Fecha                   | Formato                           | Edición                          | Discográfica        | Ref.   |
| ------ | ----------------------- | --------------------------------- | -------------------------------- | ------------------- | ------ |
| Mundo  | 24 de marzo de 2009     | Descarga digital · Disco compacto | Estándar                         | Siente Music · UMLE | [ 1 ]  |
| Mundo  | 17 de noviembre de 2009 | Descarga digital · Disco compacto | El Patrón: La Victoria (CD+DVD)  | Siente Music · UMLE | [ 17 ] |
| Mundo  | 26 de enero de 2010     | Descarga digital · Disco compacto | El Patrón: La Victoria (Special) | Siente Music · UMLE | [ 18 ] |